# Khí công
Khí công (chữ Hán: 氣功, bính âm: qigong hay chikung) là một thuật ngữ của Trung Quốc dùng để chỉ rất nhiều hệ thống luyện tập vật lý và tâm thần để đạt được sức khoẻ, luyện võ và để tự giác ngộ.. Định nghĩa của từ khí (氣) thường xoay quanh các nghĩa như "hít thở", "không khí", "gas" và "hơi nước" nhưng theo lý thuyết của người Trung Quốc thì nó cũng có thể dùng trong trường hợp mô tả mối quan hệ giữa vật chất, năng lượng và tinh thần.. Từ công (功) hay công phu có nghĩa là thành quả hoặc kết quả hoặc là một loại vật chất có năng lượng cao. Hai từ này hợp lại dùng để mô tả các hệ thống và phương pháp "tu dưỡng năng lượng" và sử dụng nguồn năng lượng bên trong các cơ thể sống.. "Khí công"(氣功) là công phu của việc dụng khí, chữ "công" là thực hiện việc đó trải qua một thời gian có thể có nỗ lực và khó khăn mới đạt được. Chữ "khí" thì như khí trong 'không khí' vậy nên gọi là "khí" của dòng khí chuyển động trong cơ thể.

## Các loại khí công

### Phân loại
- Khí công trị bệnh: Y học cổ truyền Trung Quốc có một khoa mục là "khí công trị bệnh" có tác dụng cho chức năng phòng và chữa trị bệnh tật[6].

- Khí công võ thuật: sử dụng phép vận khí, tụ khí (khí được xem là một loại năng lượng trong cơ thể) để tăng khả năng chống đỡ các đòn đánh, nâng cao khả năng võ thuật[7]. Thường các phép dẫn khí là do người thầy truyền dạy cho đệ tử và hướng dẫn cụ thể để vận khí. Khả năng chống đỡ các đòn đánh có thể đạt đến như đập một khúc gỗ lớn lực mạnh vào người, đâm thương yết hầu (đầu thương không quá nhọn). Phần lớn kỹ thuật vận khí trong võ thuật không được tiết lộ ra bên ngoài.

- Khí công tu luyện: Khí công tu luyện gồm có các trường phái như khí công Đạo gia, khí công Phật gia. Khí công tu luyện chú trọng về những điều vượt khỏi tầng thứ chữa bệnh khoẻ người, giảng về tầng thứ cao hơn, chú trọng về hàm dưỡng và tâm tính.

1. Khí công Đạo gia: Khí công thuộc trường phái Đạo gia chú trọng về nội ngoại kiêm tu, vừa luyện võ vừa tu nội. Chú trọng vào hàm dưỡng tâm tính, chú trọng vào Chân, sự chân thật, và ngay thẳng. Khí công được sử dụng như là một phần thiền định của họ [3] Các học giả Nho giáo luyện khí công để tu dưỡng đạo đức của họ.[5]. Phương pháp xếp bằng của Đạo gia gọi là "đơn bàn" với chân này đặt trên chân kia, hai chân song song, áp chặt các huyệt vị. Các môn phái thuộc trường phái Đạo gia: Võ Đang, Nga Mi, Tai Chi(Thái cực quyền),...
2. Khí công Phật gia: Khí công thuộc trường phái Phật gia chú trọng về hàm dưỡng tâm tính ở sự thiện lành và từ bi. Phương pháp xếp bằng trường phái Phật gia là "song bàn" với hai chân bắt tréo chồng lên nhau theo thế hoa sen. Các môn phái thuộc trường phái Phật Gia: Mật tông Tây Tạng...[cần dẫn nguồn]

### Hình thức luyện công
- Động công: Các chuyển động chậm rãi, có nhịp điệu nhằm hỗ trợ sự lưu thông của khí, và khai thông các dòng năng lượng trong cơ thể, Tai Chi (Thái cực quyền) là một ví dụ nổi trội cho động công.[8]. Một ví dụ khác là Ngũ Cầm Hí của Hoa Đà với các tư thế bắt chước động tác của năm loài động vật.[9]
- Tĩnh công: Người tập được yêu cầu giữ thế tay, chân, hay đứng bất động trong một tư thế trong một khoảng thời gian. Bát Đoạn Cẩm là một loạt các bài tập cũng dựa trên các tư thế [10].
- Thiền định: Hầu hết các trường phái đào tạo khí công đều có một số hình thức thiền định. Trong văn hóa truyền thống Trung Quốc, thiền định được xem như một kỹ thuật tập trung cao cấp mà ở đó các học giả dùng để có sự tập trung và thanh tĩnh, các Danh y cũng thực hành thiền định. Thiền định cũng được xem như để khai thông một số điểm tập trung năng lượng gọi là Luân Xa theo Cảm xạ học, hay là để khai mở các huyệt đạo và hình thành dòng đại chu thiên nối các kinh mạch. Thiền định cũng được thực hành nhằm tăng khả năng nhẫn nại, và sự tập trung, định lực.
- Hoạt động đòi hỏi sự hỗ trợ từ bên ngoài: Một số môn phái chú ý vào sự hỗ trợ từ thức ăn và đồ uống, sử dụng massage và các hình thức khác nhau. Một số khí công sư dùng hình thức phát khí hay phát tín tức (năng lượng) cho các học viên[11].

## Nguyên tắc chung

### Nơi tập luyện
Nơi tập phải "thông" và "thoáng" khí. Thông và thoáng có nghĩa là lưu động khí đầy đủ nhưng không phải là nơi gió ầm ầm mà đứng tập và cũng không phải căn phòng kín mít đến nỗi thở thông thường mà tim đập mạnh và nhiều.

Nơi tập không phải là nơi sâu thẳm dưới lòng đất cũng như trên ngọn núi cao chót vót.

### Cách thức tập luyện
"Khí công" thì có rất nhiều phương pháp và cách vận hành khác nhau nhưng tựu trung tập luyện để "khỏe" thì cách tập nhẹ nhàng và thanh thoát, thanh thản là vẫn an toàn hơn.

### Hiệu quả tập luyện
Tập khí công nhiều thì phải "khỏe lên mỗi ngày", nếu không thì đã tập sai. Việc tập sai thì tác hại không ít đến sức khỏe.

## Hoài nghi và tranh cãi

### Nghi ngờ
Đã có một vài cuộc tranh cãi về lợi ích của khí công khi mà định nghĩa của khí công chỉ dừng lại ở một loạt các động tác di chuyển vật lý và một số bài tập thư giãn. Mâu thuẫn giữa quan điểm phương Tây và hệ thống khí công tăng lên khi người Trung Quốc tuyên bố việc tập khí công vượt có thể vượt qua được những khả năng và kiến thức mà khoa học từng biết tới và một tuyên bố hùng hồn về việc khí công đem lại sức mạnh siêu nhiên.
Sự hoài nghi về các bài tập khí công cũng xảy ra với trong Đông Y và mở rộng ra chủ đề thuốc an thần và thuốc bổ. Một số bác sĩ cho rằng những thông tin từ các lĩnh vực này không đúng với những gì mà khoa học phương Tây đã nghiên cứu được và đi ngược lại với những thứ mà học y phương Tây có thể giải thích được.
 Tuy nhiên hiệu quả của việc chữa bệnh của khí công qua thực tế là điều mà Y học phương Tây chưa giải thích được, đôi khi là những bệnh mà y học phương Tây bó tay như Ung thư.
Những bác sĩ cho rằng phần lớn các tác dụng từ thuốc an thần là để trấn an người bệnh (tức là làm người bệnh có cảm giác yên tâm sau khi uống chứ không phải là do thuốc có tác dụng an thần).

Các ý kiến phản bác của những người nghi ngờ về mối quan hệ giữa các bài tập khí công và kết quả của khí công liên quan tới sức khoẻ là:
- Sự tồn tại của khí, hay bất cứ dạng nào của "nội lực", hiện chưa được xác nhận trong bất cứ cuộc thí nghiệm nào để thuyết phục cộng đồng khoa học nói chung. Chẳng có khái niệm nào như vậy trong nền sinh học truyền thống.[21]
- Các màn biểu diễn võ thuật như là phá vỡ các vật cứng bằng các cú đánh hoàn toàn có thể được giải thích bằng vật lý học, mà không cần đến khái niệm khí.[22][23]
- Những công bố đã được ghi lại về các khả năng siêu nhiên có vẻ lừa đảo, giống với các màn ảo thuật hơn là bất cứ lĩnh vực khoa học chính thống nào.[24][25][26][27]
- Những lý giải về sức mạnh siêu nhiên hay những thứ đòi hỏi yếu tố tinh thần đều vượt quá giới hạn của các phương pháp khoa học.

Tuy nhiên, cũng có những nghiên cứu và chứng minh sự tồn tại của kinh mạch. Tiến sĩ Jean-Claude Darras thuộc bệnh viện Necker tại Paris đã sử dụng các chất phóng xạ để chứng minh sự tồn tại của các đường kinh mạch. Ông đã tiêm chất phóng xạ này cho một số con lợn gi-nê tại một số huyệt đạo nhất định. Với sự trợ giúp của máy quay phát sáng, ông đã có thể theo dõi sự chuyển động của chất phóng xạ theo các đường kinh mạch. Còn trong nhóm điều khiển, chất phóng xạ được tiêm vào một điểm trung tính của da. Không có sự di chuyển nào của chất phóng xạ được phát hiện trong nhóm điều khiển này.
Giáo sư Popp, tiến sĩ Schlebusch, và tiến sĩ Maric-Oehler đã tiến hành thí nghiệm với một máy quay hồng ngoại. Họ sử dụng ngài nhung để làm nóng một vùng nhất định trên cơ thể để xem hướng chạy của một kinh mạch có trở nên nhìn thấy được không. Thông qua những bức ảnh chụp hồng ngoại, họ có thể nhìn thấy sự tăng nhiệt độ dọc theo kinh mạch đó.

### Rối loạn tâm thần
Trong một số trường hợp,một số người cho rằng việc tập khí công có thể dẫn tới hội chứng rối loạn tâm thần. Những người tập khí công gọi tình trạng này là tẩu hỏa nhập ma (走火入魔) và được mô tả bởi những người tập khí công là do có một dòng chảy của khí không thể kiểm soát được trong cơ thể. Những lời than phiền khác bao gồm việc bị đau ở một số vùng, đau đầu, mất ngủ và một số hành động không ý thức. Tuy nhiên, cũng có khả năng là do sự ảnh hưởng lo sợ của người tập mà sinh ra bệnh tật chứ không phải do tập khí công, hoặc người tập có tiền sử bị một căn bệnh nào đó, khi bị bệnh họ liên tưởng tình trạng bệnh của mình với hiện tượng "tẩu hỏa nhập ma".
Trong lần xuất bản thứ hai của cuốn phân loại các kiểu rối loạn tâm thần (CCMD-2) xuất bản bởi hiệp hội tâm thần Trung Quốc thì việc chẩn đoán "biểu hiện của tẩu hoả nhập ma" được dựa trên các dấu hiệu sau:
1. Mọi thứ hoàn toàn bình thường trước khi tập khí công
2. Các phản ứng tâm lý và sinh lý xảy ra trong hoặc sau khi tập khí công
3. Các cảm giác không bình thường xuất hiện trong hoặc sau khi tập khí công
4. Các triệu chứng không phải là của các loại rối loạn tâm thần khác như tâm thần phân liệt hay rối loạn thần kinh.

Ở phương Tây, chưa bao giờ có những trải nghiệm tương tự cho đến khi người ta bắt đầu tập khí công. Khi cộng đồng y học phương Tây gặp phải tình trạng không bình thường của những người bệnh tập khí công, họ đã dùng thuật ngữ phản ứng rối loại thần kinh khí công và liệt hội chứng này vào loại hội chứng liên quan đến văn hóa trong lần xuất bản thứ tư của tác phẩm Diagnostic and Statistical Manual (DSM-IV) của hiệp hội tâm thần Mỹ. Hội chứng này được mô tả như: "Một thuật ngữ chỉ giai đoạn cấp tính, xuất hiện trong một thời gian, của các triệu chứng rời rạc của những người mắc bệnh tâm thần mà có thể xảy ra sau khi tham gia tập mấy bài khí công nhằm tăng cường sức khoẻ của người Trung Quốc. Những người dễ bị mắc hội chứng này là những người quá chăm chú luyện tập."
Việc phân loại hội chứng tâm thần trong cuốn DSM-IV đã bị phê bình bởi các nhà tâm thần học phương Tây khác rằng xếp tẩu hoả nhập ma vào dạng bệnh tâm thần là chưa chính xác. Tuy nhiên trong hầu hết các trường hợp, những nhà tâm thần học Trung Quốc thường dùng cụm "tẩu hỏa nhập ma" hơn là các thuật ngữ tâm thần học.
Trong trường hợp rối loạn tâm thần, quan điểm của phương Tây thì đó là một dạng rối loạn thần kinh tiềm ẩn mà người bệnh đã bị ảnh hưởng từ trước đó, chứ không phải là do tập khí công không đúng; một kiểu phát bệnh của một dạng bệnh tâm thần có sẵn trong người, như là hội chứng tâm thần phân liệt hay rối loạn stress sau sang chấn.